# Аккала (Індерський район)
Аккала́ (каз. Аққала) — село у складі Індерського району Атирауської області Казахстану. Входить до складу Єлтайського сільського округу.
До 1999 року село називалося Гори.
Населення — 861 особа (2021; 825 у 2009, 733 у 1999, 679 у 1989).